# L'Enfant Plaza Hotel
L'Enfant Plaza Hotel est un hôtel situé à L'Enfant Plaza à Washington.
Il a été conçu par l'architecte Leoh Ming Pei et nommé d'après Pierre Charles L'Enfant.

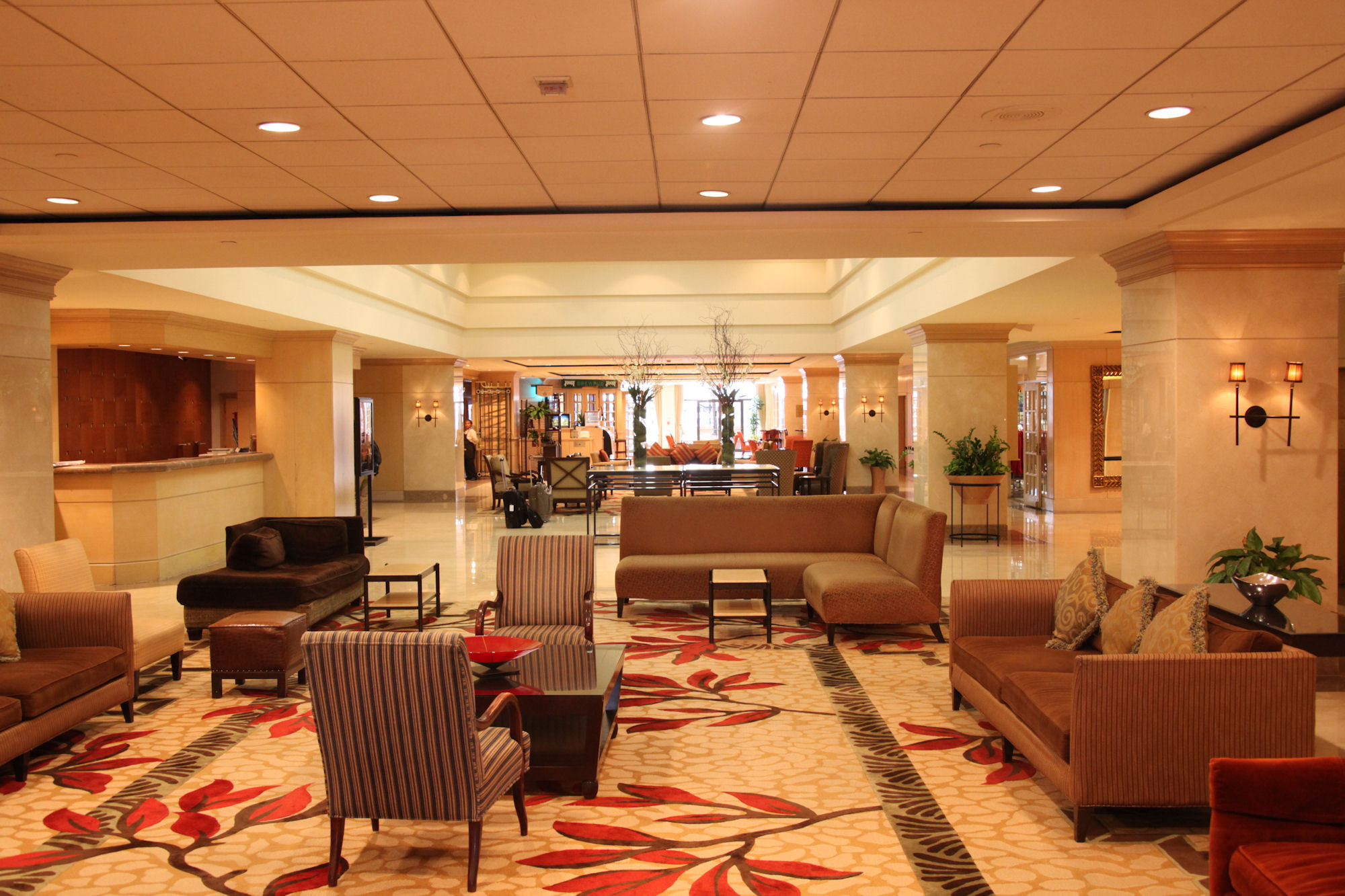
Lobby de l'hôtel.